# Mina (mineração)

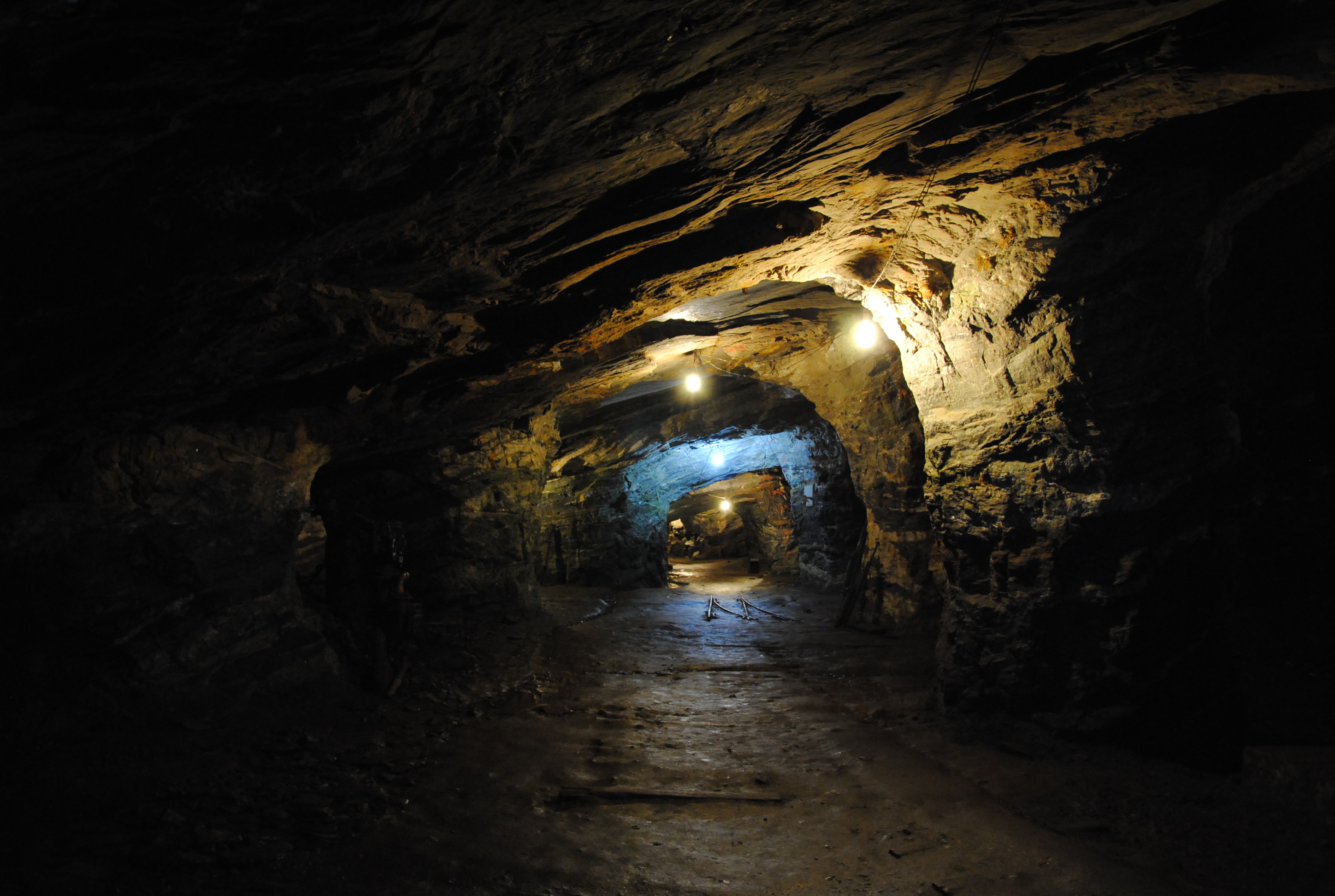
Mina de ouro entre Ouro Preto e Mariana, em Minas Gerais, no Brasil

Mina é, vulgarmente, uma escavação destinada à obtenção de substâncias úteis ao homem, como minérios, combustíveis, água etc. Para a geologia e a engenharia de minas, entretanto, o conceito está restrito ao "local onde se faz a extração organizada, baseada em estudos geológicos e de engenharia de minas, de uma jazida" sendo que também "é o nome dado a uma indústria que produz minério". Difere, assim, da lavra, que é o "conjunto de procedimentos realizados para a produção de minério. A lavra é executada conforme estudos e ensaios de geologia e engenharia de minas que otimizam a extração do minério de um depósito mineral e a preservação do meio ambiente" e do garimpo, em que a exploração se dá de forma organizada e predatória. O termo "mina" provém das línguas celtas, através do termo francês mine.

## Planejamento
A primeira etapa da construção de uma mina é a do planejamento, feita logo após os estudos iniciais do local que determinam a existência, tamanho e condições da jazida, bem como o estado geológico. Nessa etapa, portanto, é determinado o "processo para se determinar as metodologias mais eficientes para o sequenciamento de lavra e extração, sendo assim o resultado de um conjunto de tarefas que visa o melhor aproveitamento dos recursos minerais".

## Processamento
Uma vez que o mineral é extraído, muitas vezes é processado. A ciência da metalurgia extrativa é uma área especializada na ciência da metalurgia que estuda a extração de metais valiosos de seus minérios, especialmente por meios químicos ou mecânicos.
O processamento mineral (ou curativo mineral) é uma área especializada na ciência da metalurgia que estuda os meios mecânicos de britagem, moagem e lavagem que permitem a separação (metalurgia extrativa) de metais ou minerais valiosos de sua ganga (material residual). O processamento de material de minério de placer consiste em métodos de separação dependentes da gravidade, como caixas de eclusa. Apenas pequenas agitações ou lavagens podem ser necessárias para desagregar (desaglomerar) as areias ou cascalhos antes do processamento. O processamento de minério de uma mina de filão, seja uma mina de superfície ou subterrânea, requer que o minério de rocha seja triturado e pulverizado antes do início da extração dos minerais valiosos. Depois que o minério de filão é triturado, a recuperação dos minerais valiosos é feita por uma ou uma combinação de várias técnicas mecânicas e químicas.
Como a maioria dos metais está presente nos minérios como óxidos ou sulfetos, o metal precisa ser reduzido à sua forma metálica. Isso pode ser feito por meios químicos, como fundição ou por redução eletrolítica, como no caso do alumínio. A geometalurgia combina as ciências geológicas com a metalurgia extrativa e a mineração.
Em 2018, liderados pelo professor de Química e Bioquímica Bradley D. Smith, os pesquisadores da Universidade de Notre Dame "inventaram uma nova classe de moléculas cuja forma e tamanho permitem capturar e conter íons de metais preciosos", relatado em um estudo publicado pelo Journal of the American Chemical Society. O novo método "converte minério contendo ouro em ácido cloroáurico e o extrai usando um solvente industrial. As moléculas do recipiente são capazes de separar seletivamente o ouro do solvente sem o uso de decapagem de água. As moléculas recém-desenvolvidas podem eliminar a remoção de água, enquanto a mineração tradicionalmente "depende de um método de 125 anos que trata o minério contendo ouro com grandes quantidades de cianeto de sódio venenoso ... Este novo processo tem um impacto ambiental mais moderado e que, além do ouro, pode ser usado para capturar outros metais, como platina e paládio", e também pode ser usado em processos de mineração urbana que removem metais preciosos dos fluxos de águas residuais.